# 砷铁镍
砷铁镍（英語：Oregonite），分子式为Ni2FeAs2，此名称是由美国俄勒冈州的Josephine Creek对包含镍+铁+砷化物矿物的矿物的第一次描述。
砷鐵鎳晶体属六方晶系，莫氏硬度为5。 

## 來源
砷鐵鎳除了其标准产地，已知的来源地有：俄罗斯的Chirnaisky Massif，与变质超镁铁矿相关的水热镍矿(針鎳礦，heazelwoodite)相关；赛普勒斯的Skouriatissa矿，与热液硫化物有关；以及加拿大蒂明斯的Kidd矿，在蛇纹岩中的铬铁矿沉积物里。